# Wellington
Wellington (neoficial, Te Whanganui-a-Tara ori Poneke în limba Māori) este capitala Noii Zeelande, cea de-a doua zonă urbană a țării și capitala cu cea mai mare populație din Oceania. Se găsește în regiunea Wellington în partea sudică a Insulei de Nord, în apropierea centrului geografic al țării.
Precum multe alte orașe, aria urbană a capitalei Wellington se extinde mult peste limitele unei singure autorități administrative. Prin Greater Wellington sau  Regiunea Wellington  se înțelege întreaga zonă urbană, plus zonele rurale ale altor orașe de pe coasta Kapiti, respectiv peste lanțul muntos Rimutaka până la Wairarapa.

## Istorie
Wellington a fost prima așezare întemeiată în Noua Zeelandă de către o companie britanică plecată în misiune de colonizare.
La mijlocul secolului al XIX-lea , pe când Wellington nu era decât un sătuc mai mare, coloniștii britanici aveau de suferit din pricina numărului redus de terenuri construibile. Ei au început deci să smulgă pământ mării. Forțele adormite din adâncul mării le-au venit, în mod neașteptat, în ajutor. În 1855, a avut loc un seism subacvatic, unul dintre cele mai puternice din perioada colonială. În zona portului, fundul oceanului s-a înălțat cu 1,5 m, iar în apropiere de țărm, care începea pe atunci la marginea centrului contemporan al orașului, a apărut o nouă fâșie de uscat..

## Personalități
- Katherine Mansfield (1888 - 1923), scriitoare;
- Maurice Wilkins (1916 - 2004), biofizician, Premiul Nobel pentru Fiziologie și Medicină;
- Clive Revill (n. 1930), actor;
- Patricia Grace (n. 1937), scriitoare;
- Veronica Hardstaff (n. 1941), europarlamentar britanic;
- Rosie Scott (1948 - 2017), scriitoare;
- Lee Tamahori (n. 1950), regizor;
- Richard Curtis (n. 1956), scenarist, actor;
- Peter Jackson (n. 1961), regizor, actor;
- Wynton Rufer (n. 1962), fotbalist;
- Russell Crowe (n. 1964), actor;
- Karl Urban (n. 1972), actor;
- Kate Duignan (n. 1974), scriitoare;
- Anna Azerli (n. 1980), cântăreață;
- Antonia Prebble (n. 1984), actriță;
- Michael McGlinchey (n. 1987), fotbalist;
- Jeremy Birchall, actor.

## Clima
Wellington are o climă temperată oceanică în care vânturile bat mereu, de aceea Wellington este numit și "orașul unde vântul nu se oprește niciodată", temperaturile medii anuale variază de la 22 °C în ianuarie și februarie, la 14 °C în Iulie/august.